# Lime Rock Park
Lime Rock Park est un circuit naturel de sports mécaniques situé à Lime Rock dans le Connecticut aux États-Unis. Le circuit est la propriété de Skip Barber, un ancien pilote de course automobile qui a créé la Skip Barber Racing School en 1975. La piste, considérée comme le "Centre des courses de la côte Est", accueille chaque année des courses des séries American Le Mans Series, Grand-Am Sports Car Club of America et NASCAR K&N Pro Series East événements régionaux et nationaux. Le circuit accueille également chaque année une exposition et une course de voitures historiques.
Lime Rock est unique parmi les circuits américains professionnels car c'est le seul qui ne possède pas de tribunes ou de gradins. De petites collines à l'intérieur et à l'extérieur de la piste permettent aux spectateurs une bonne visibilité de la piste. Il y règne une atmosphère de pique-nique grâce à l'environnement alentour semblable à un parc. Les parkings du circuit sont gratuits et une longue tradition de ne pas faire payer les enfants de moins de 12 ans se poursuit. En 2009, le circuit a été inscrit au Registre national des lieux historiques.

## Historique

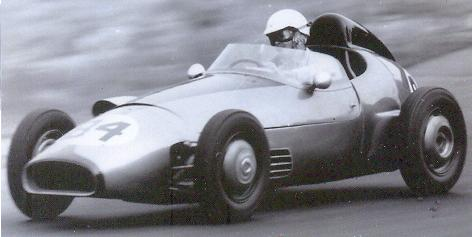
Bandini Formule Junior sur le circuit en 1960.

Le circuit a été construit en 1955-1956 sur un terrain couvert de graviers et de terres agricoles appartenant à un agriculteur local, Frank Vaill. Son fils Jim avait des amis qui, le dimanche, pilotaient leur MG-TC dans les trous et la poussière. En 1954, des personnes du Sports Car Club of America (SCCA) sont venus voir la piste dont ils avaient entendu parler et Jim Vaill, avec le soutien de son père, a décidé de construire un vrai circuit où ils pourraient mieux rouler.
Au début de l'été 1955, Vaill obtient une vieille photo aérienne de la propriété de son père et trace alors sur celle-ci le circuit tel qu'il sera. Il prend soin d'éviter les gouffres et les collines où il savait qu'il ne pourrait pas construire. Dès le plan terminé, Vaill construit sa piste avec son Caterpillar D8.
Le premier événement à Lime Rock Park a lieu le samedi 20 avril 1957 lorsque 152 voitures sont exposées grâce au SCCA. La première course se déroule la semaine suivante et 6 600 spectateurs, dont le journaliste Walter Cronkite, le styliste John Weitz et le restaurateur new-yorkais Vince Sardi, sont présents pour assister à la course entre huit voitures sélectionnées par le SCCA et remportée par Ted Sprigg dans une Alfa Romeo Giulietta. Le tour le plus rapide de la journée en 1 min 10 s 4 est réalisé par Walt Hansgen dans une Jaguar D-Type appartenant à Briggs Cunningham.
Beaucoup d'historiens considèrent que la course du 7 septembre 1958, fut la première course sur route réservées aux pilotes professionnels aux États-Unis. George Constantine conduit alors une Aston Martin DBR2/1 à la victoire, en battant la Ferrari de Bruce Kessler.

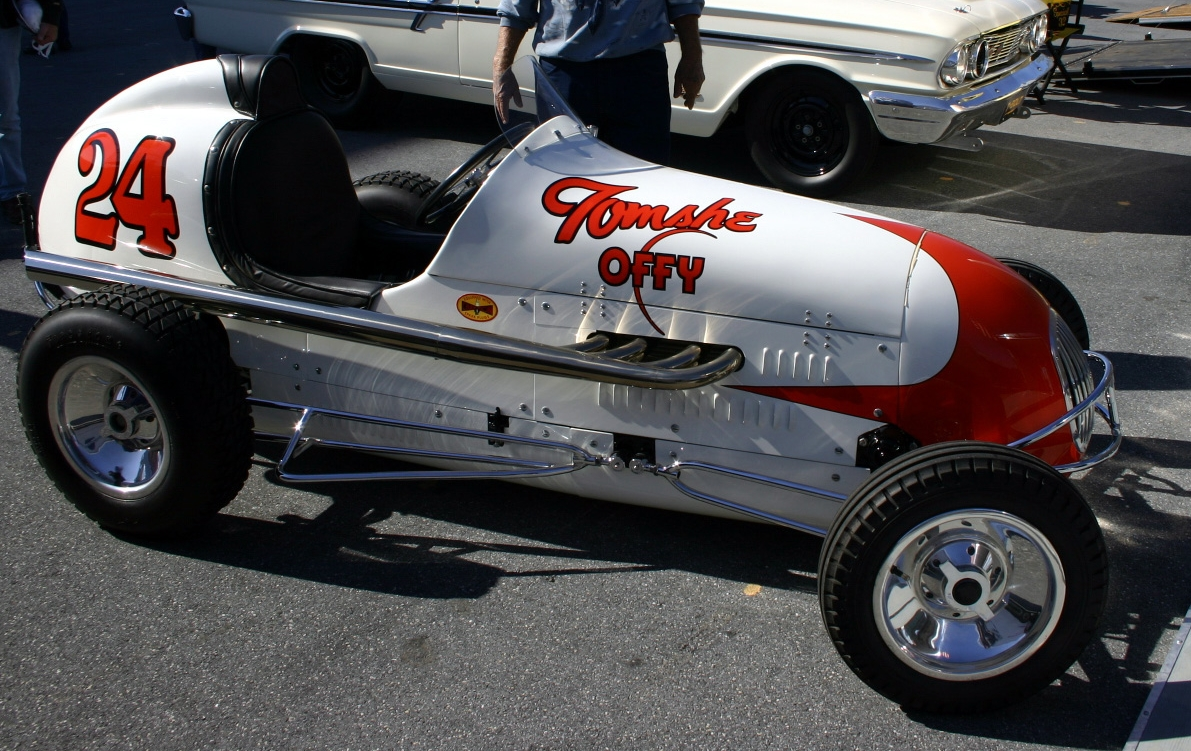
Voiture semblable à la Midget Car de Roger Ward.

En 1959, John Skip Barber, pour ses débuts de pilote pilote, court sur une Austin Healey Sprite à Lime Rock pour la première fois. Cette année-là, un petit groupe d'habitants obtient une injonction du tribunal interdisant les courses le dimanche, interdiction toujours effective. Toujours en 1959, se tient une des premières courses de Formule libre. Les voitures étaient nombreuses et variées comme des Corvette Stingray, Cooper Monaco, Maserati 250F, Porsche, Jaguar, Aston Martin, ainsi qu'une hybride Chevrolet-Ferrari. Les pilotes comme Denise McCluggage, Lance Reventlow, Tony Bettenhausen, Pedro Rodríguez, Jocko Maggiacomo ou John Fitch, qui sera le premier directeur du circuit durant une décennie, venaient eux aussi des nombreuses disciplines. Roger Ward remporte la course au volant d'une Midget Car que l'on croyait seulement performante sur ovale.
Dans les années 1960 et 1970, Lime Rock est le centre des courses nord-américaines en raison non seulement de son tracé mais surtout de sa proximité avec New York et Boston. En 1984, Skip Barber, qui en 1975 a fondé son école éponyme devenue la plus importante au monde, s'allie à un groupe d'investisseurs pour acheter Lime Rock Park qui appartenait à Harry Theodoracopulos. Au début des années 2000, Barber est devenu l'unique propriétaire du site.

## Agencement du circuit

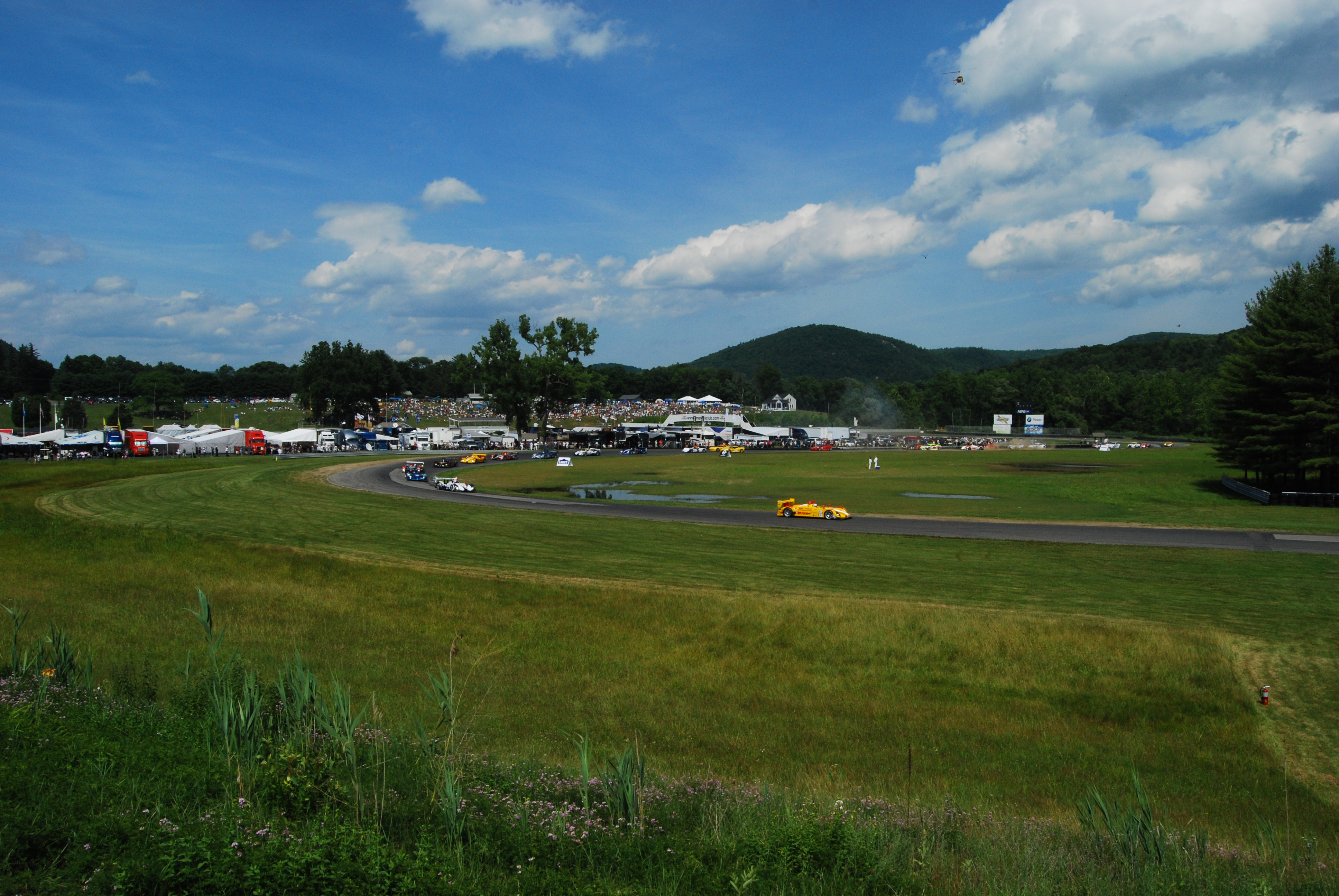
Lime Rock Park en 2007.

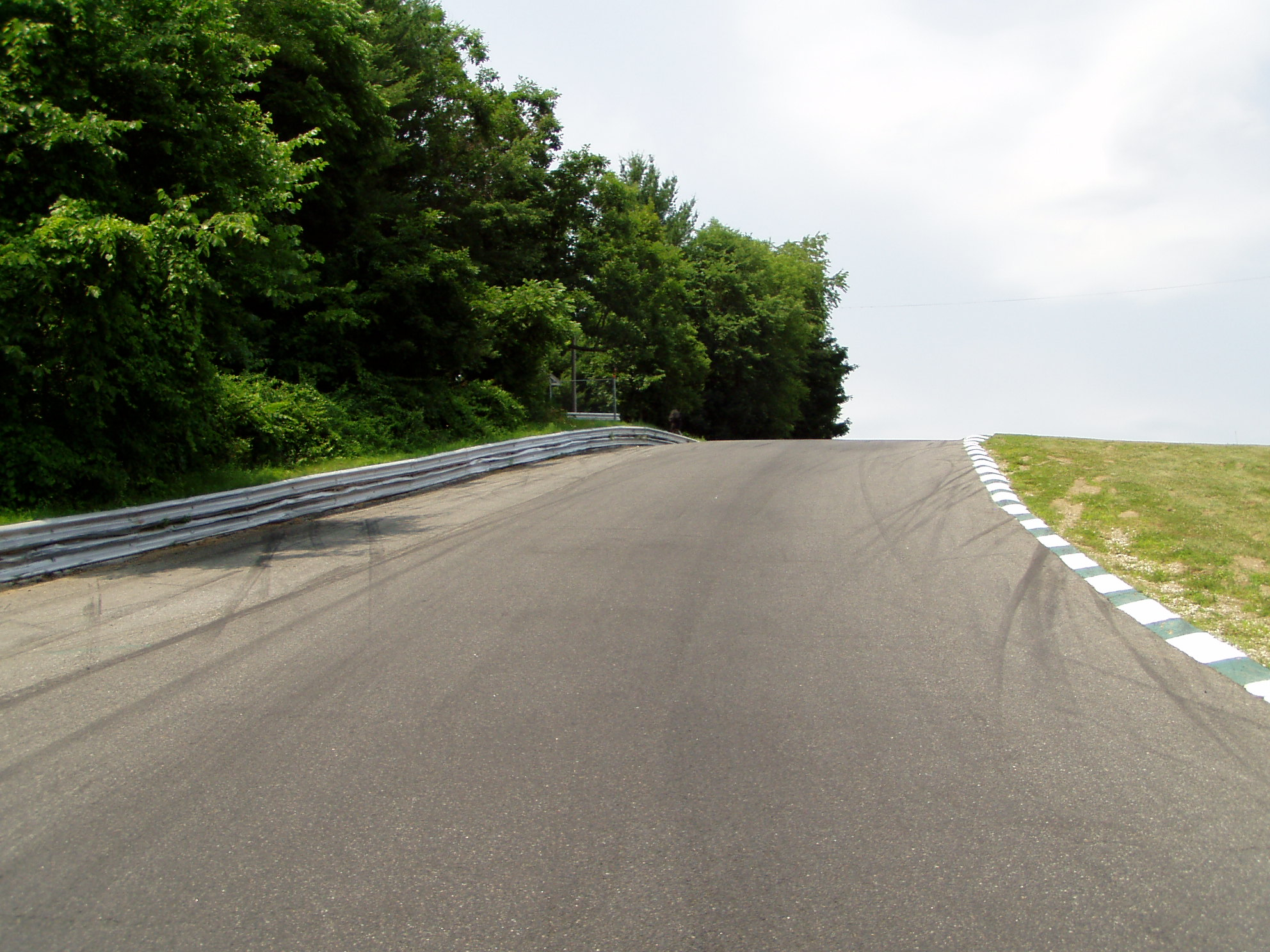
Montée du Uphill en 2004.

Lime Rock Park est un circuit rapide et fluide avec une seule vraie zone de freinage, située dans le virage 1, appelée Big Bend. Le rythme, le dynamisme et la connaissance du circuit sont les clés pour réaliser un tour rapide. Le développement du circuit est de 2,462 3 km et se compose de sept virages mais il existe également une configuration courte de 2,430 1 km avec dix virages.
La ligne droite mesure environ 730 m et les virages sont connus par leurs noms plutôt que leur numéro. Les virages 1 et 2 Big Bend prolongent cette ligne droite (virage à droite à 180 degrés avec un rayon qui diminue dans sa seconde partie qui mesure environ 220 m). Ensuite une courte descente de 120 m conduit au Left-hander, long de 170 m ainsi nommé parce qu'il est le seul virage à gauche du circuit. Vient ensuite une descente de 60 m menant au Right-hander, long de 60 m. Ce passage gauche-droite est connue sous le nom de Esses. Après être sorti du virage à droite on arrive dans la ligne droite No-Name Straight de 370 m de long, qui en fait n'est pas vraiment une ligne droite mais les pilotes n'ont pas besoin de lever le pied pour passer le petit gauche-droite.
Vient ensuite Uphill, virage intimidant pour les non-initiés car la montée étant assez forte (on monte de 15 mètres en 126 mètres de longueur), il est impossible d'en voir la sortie. Après cette crête, une ligne droite de 210 m mène à un virage rapide, West Bend, d'une longueur de 58 m, suivi d'une descente de 175 m où l'on passe sous Pont Bailey. On arrive ensuite à DownHill, virage à un peu plus de 90°, très rapide, qui descend de 20 m sur 157 m de longueur, où par un prototype ALMS passe à 230 km/h. La sortie signe le retour sur la ligne droite.

## Rénovation du circuit
Une reconstruction majeure a été entreprise en 2008, distincte de l'amélioration pour la sécurité de 2004 (nouvelle grille de départ et extension de la voie des stands) et des travaux de 2006 (nouveaux rails de sécurité, nouvelle zone de dégagement et réasphaltage du paddock). Dans la première semaine de juin 2008, immédiatement après le weekend historique, l'ensemble du circuit a été réaménagé avec un nouvel asphalte et un remplacement de la plupart des vibreurs, tandis que la Chicane Morton dans Uphill, construite en 1989, a été supprimée.
En outre, deux nouveaux virages optionnels ont été construits afin de fournir des alternatives au Uphill et au West Bend. Les quatre objectifs de Barber était de créer de nouvelle zone de freinage afin d'encourager les dépassements; permettre à la piste d'être configurée de quatre manières différentes; diminuer la vitesse moyenne pour les voitures les plus rapides (ALMS et Daytona Prototypes) et fournir à la Skip Barber Racing School des nouvelles zones de freinage et de rétrogradage.

## Le circuit actuel

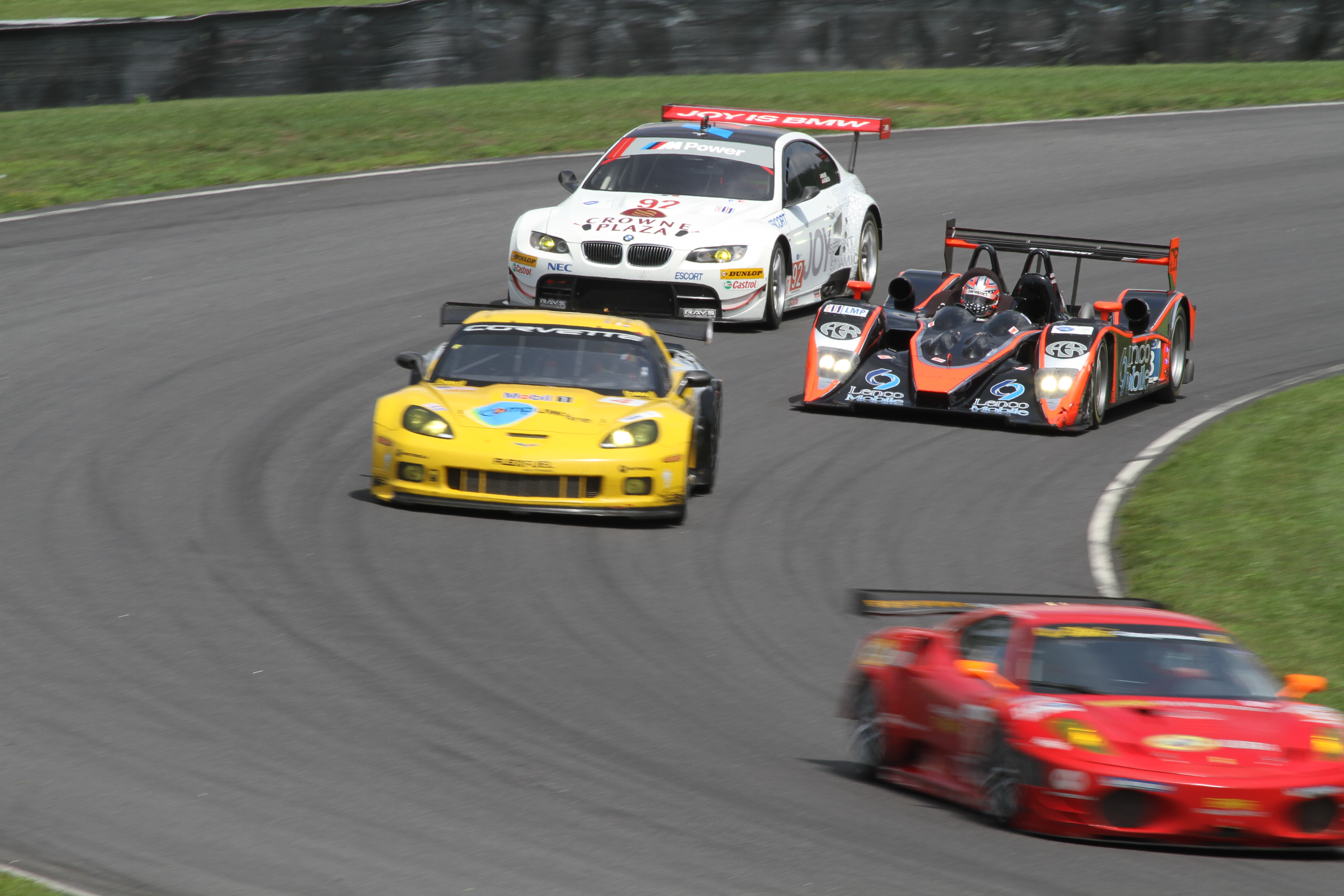
ALMS Northeast Grand Prix en 2010.

Le 10 avril 2008, lors de la cérémonie de réouverture du circuit après les travaux, Skip Barber a annoncé la création du Lime Rock Drivers Club, une organisation dont les membres peuvent profiter des équipements du centre, de cours de pilotage et ont surtout accès à un nombre considérable de jours d'utilisation de la piste. Le Lime Rock Drivers Club permet à Barber d'accroitre les ressources financières du circuit et assurer la pérennité du site à long terme.
Les épreuves rassemblant le plus de spectateurs sont les courses Grand-Am, le week-end Mémorial, les courses ALMS, NASCAR et la fête des vendanges. Les installations du circuit sont réservées près de 220 jours par an (avril à novembre) par des écoles de pilotage, pour des journées d'essais privées et pour les week-ends de course. Les plus gros utilisateurs du circuit sont le Skip Barber Racing School, le Skip Barber Driving School et le Skip Barber Series Race.